# القرشية
القرشية إحدى قرى مركز السنطة التابع لمحافظة الغربية بجمهورية مصر العربية.

## تاريخ
كانت القرية تابعة لأعمال السمنودية في عهد الدولة الفاطمية، وذلك كما أورد ابن مماتي في كتابه قوانين الدواوين. يوجد بالقرية مئذنة أثرية وهي مئذنة سيدي نصر التي بنيت سنة 1888 بالطوب المغطى بالملاط والبياض، تتكون المئذنة من قاعدة مربعة فوقها طابق مثمن يحمل شرفة الأذان المكونة من 16 ضلع يخرج منها قائم يعلوه هلال.

## السكان
بلغ عدد سكان القرشية 18,444 نسمة حسب تقدير عام 2018.
| السنة  | 1882 | 1897 | 1907 | 1927 | 1947 | 1960 | 1976 | 1986 | 1996   | 2006   | 2018   |
| ------ | ---- | ---- | ---- | ---- | ---- | ---- | ---- | ---- | ------ | ------ | ------ |
| القرية | 1919 | 1518 | 1778 | 1667 | 4276 | 5752 | 7355 | 9583 | 11,754 | 13,670 | 18,444 |